# Skrimfjella
Skrimfjella, eller bare Skrim, er et bjergområde i Kongsberg kommune i Viken fylke i Norge, beliggende mellem Kongsberg og Skien. Området er et meget benyttet friluftsområde, og der findes omkring 600 fritidshytter der. Højeste top er Styggmann med 871 moh., mens Skrim er næsthøjest med 859 moh.
I 2002 blev dele af Skrimfjella beskyttet – Skrim-Sauheradfjella på 1,2 ha som naturreservat og Skrimfjella landskapsvernområde på 33 km2. I december 2008 blev Skrim-Sauheradfjella kraftig udvidet til 123 km2.

## Hytter
Den norske turistforening holder flere ubetjente hytter i området: Darrebu, Ivarsbu, Sørmyrseter og Sveinsbu, samt en nødbo på toppen af Styggemann.
Breidsethytte er en privat turisthytte. Skrimhytte og Rajehytte var tidligere turisthytter.

## Eksterne kilder og henvisninger
1. ↑  Miljøverndepartementet: Store skogarealer vernet i dag. Pressemelding 19. december 2008
2. ↑  "Den norske turistforening om Skrim". Arkiveret fra originalen 26. marts 2009. Hentet 5. april 2011.
3. ↑  Kongsberg kommune om Rajehytta

- skrim.no

59°31′N 9°38′Ø / 59.517°N 9.633°Ø